# 8205 Van Dijck
A 8205 Van Dijck (ideiglenes jelöléssel 1994 PE10) a Naprendszer kisbolygóövében található aszteroida. Eric Walter Elst fedezte fel 1994. augusztus 10-én.